# Tito Alcedo
Antonio „Tito“ Alcedo Gil (* 23. September 1958 in Barbate/Provinz Cádiz) ist ein spanischer Jazz- und Flamenco-Gitarrist.

## Leben und Wirken
Alcedo, der im Alter von 12 Jahren mit dem Gitarrenspiel begann, ist Autodidakt. Bereits im Alter von 15 Jahren begann er professionell als Lead-Gitarrist in Rockbands zu spielen. Gemeinsam mit dem Schlagzeuger Tato Macias gründete er Ende der 1970er Jahre die Band Mantra, die mit Progressive Rock auf vielen Rockfestivals auftrat.
Mit einer eklektischen Gitarrentechnik spielte Alcedo Stücke aus allen möglichen Genres, von Rock- und Popmusik über Jazz und Flamenco bis hin zu klassischer Musik. Paco de Lucía und Camarón de la Isla beeinflussten ihn ebenso wie Django Reinhardt. In den 1980er Jahren wechselte er zur Akustikgitarre und arbeitete mit Musikern wie Nono García und der französischen Gruppe Rumeur Iberique in Spanien und dem restlichen Europa. Bei internationalen Jazzfestivals trat er gemeinsam mit Larry Coryell und Philip Catherine auf. 1989 veröffentlichte er gemeinsam mit Chano Domínguez sein erstes Album mit dem Titel Memorias; mit Domínguez nahm er später auch auf dessen Album Hecho a mano (1994) auf. 
Alcedo unterstützte seit 1996 den Sänger Javier Ruibal, mit dem er international auf Tournee war und auf mehreren Alben zu hören ist. 1997 war Tito Alcedo neben Larry Coryell, Tomatito, Raimundo Amador, Joan Bibiloni und Biréli Lagrène an der CD Palabra de Guitarra Latina beteiligt. An seinem zweiten Album Agüita salá (2001) waren neben der Sängerin Eva Durán José Antonio Galicia und Antonio Serrano mit dem Bassisten Alfonso Gamaza und dem Keyboarder Jesús Lavilla beteiligt. In ähnlicher Zusammensetzung begleitete er auch Ruibal auf dessen Album Las damas primero (18 chulos 2001), dem die Ruibal-Alben Sahara (Riverboat 2003) und Lo que me dice tu boca (18 chulos 2006) folgen.
Weiterhin arbeitete er mit El Barrio, Kiko Veneno, Marina Heredia, Pastora Soler, Pablo Carbonell, Carmen París, Christian Brewer, Ana Salazar und Maíta Vende Cá. Überdies war er an den Aufnahmen der Musik der Spielfilme Sin vergüenza (2001) Atún y chocolate (2004) und La mala educación – Schlechte Erziehung (2004) beteiligt. 2004 interpretierte er beim Malta International Theatre Festival in Poznań Werke von Alberto Iglesias mit dem polnischen Symphonieorchester.

## Diskographische Hinweise
- Tito Alcedo / Chano Domínguez: Memorias (Matasellos, 1989)
- Agüita Salá (Intuition 2001)
- Janda (Surfonía, 2011)[1]
- Tito Alcedo & Nono García: Titonete (Youkali 2018)[2]